# Lamellibrachia luymesi
Lamellibrachia luymesi — вид багатощетинкових кільчастих червів родини Siboglinidae.

## Поширення
Вид мешкає серед холодних просочувань, де вуглеводи у вигляді нафти і метану просочуються назовні, на півночі Мексиканської затоки на глибині 500—800 м.

## Опис
Може досягати довжини до 3 м і росте дуже повільно. Тривалість життя — понад 250 років.

## Спосіб життя
Ці хробаки формують біогенні місця життя, утворюючи великі скупчення з сотень тисяч особин. У цих скупченнях мешкають понад сотня різних видів тварин, багато з яких трапляється тільки у цих холодних просочуваннях.
Lamellibrachia luymesi живиться завдяки сульфідоокисляючим бактеріям. Черв'як забезпечує бактерії сірководнем і киснем, які поглинає з довкілля за допомогою спеціального гемоглобіну. На відміну від Riftia pachyptila, що мешкають у гідротермальних джерелах, Lamellibrachia для поглинання сірководня з опадів використовують подовжений задній відділ тіла.